# غوردان جيريتشك
غوردان جيريتشك (بالكرواتية: Gordan Giriček)‏ مواليد 20 يونيو 1977 في زغرب، جمهورية كرواتيا الاشتراكية، هو لاعب كرة سلة كرواتي سابق بدأ مسيرته الاحترافية في سنة 1993 حيث تم اختياره من قبل فريق دالاس مافيريكس خلال الدرافت. يبلغ طوله 6 قدم 7 بوصة (2.0 م). اعتزل اللعب في 2011.

## فرق لعب لها
- نادي سسكا موسكو لكرة السلة
- ميمفيس غريزليس
- أورلاندو ماجيك
- يوتاه جاز
- فيلادلفيا سفنتي سيكسرز
- فينيكس صنز
- فنربخشة لكرة السلة

## إحصائيات المسيرة

### الرابطة الوطنية لكرة السلة

#### الموسم الاعتيادي
| السنة   | الفريق                 | لعب | بدأ | دقيقة | ميداني% | ثلاثية | حرة   | ارتداد | صنع | استلاب | تصدي | نقطة |
| ------- | ---------------------- | --- | --- | ----- | ------- | ------ | ----- | ------ | --- | ------ | ---- | ---- |
| 2002–03 | ميمفيس غريزليس         | 49  | 35  | 24.2  | .433    | .354   | .822  | 2.2    | 1.4 | .4     | .1   | 11.2 |
| 2002–03 | أورلاندو ماجيك         | 27  | 27  | 35.6  | .440    | .328   | .816  | 4.8    | 2.5 | 1.1    | .1   | 14.3 |
| 2003–04 | أورلاندو ماجيك         | 48  | 25  | 29.9  | .440    | .407   | .827  | 3.4    | 1.7 | .9     | .2   | 10.2 |
| 2003–04 | يوتاه جاز              | 25  | 18  | 24.2  | .431    | .359   | .883  | 2.5    | 1.7 | .6     | .2   | 13.5 |
| 2004–05 | يوتاه جاز              | 81  | 44  | 20.5  | .448    | .362   | .810  | 2.2    | 1.7 | .6     | .1   | 8.8  |
| 2005–06 | يوتاه جاز              | 37  | 36  | 25.8  | .433    | .305   | .754  | 1.9    | 1.7 | .4     | .1   | 10.6 |
| 2006–07 | يوتاه جاز              | 61  | 6   | 19.5  | .462    | .426   | .816  | 2.1    | 1.0 | .5     | .1   | 7.8  |
| 2007–08 | يوتاه جاز              | 22  | 0   | 12.7  | .402    | .353   | 1.000 | 1.4    | .7  | .6     | .0   | 4.3  |
| 2007–08 | فيلادلفيا سفنتي سيكسرز | 12  | 0   | 9.2   | .317    | .333   | .750  | 1.2    | .9  | .3     | .1   | 3.1  |
| 2007–08 | فينيكس صنز             | 22  | 0   | 20.1  | .497    | .380   | .941  | 2.3    | 1.6 | .4     | .1   | 8.8  |
| المسيرة |                        | 384 | 191 | 23.0  | .442    | .368   | .823  | 2.5    | 1.5 | .6     | .1   | 9.6  |

#### التصفيات
| السنة   | الفريق         | لعب | بدأ | دقيقة | ميداني% | ثلاثية | حرة   | ارتداد | صنع | استلاب | تصدي | نقطة |
| ------- | -------------- | --- | --- | ----- | ------- | ------ | ----- | ------ | --- | ------ | ---- | ---- |
| 2003    | أورلاندو ماجيك | 7   | 7   | 31.9  | .464    | .333   | .818  | 3.1    | 1.0 | .3     | .1   | 9.4  |
| 2007    | يوتاه جاز      | 17  | 3   | 18.1  | .418    | .538   | .875  | 1.6    | 1.0 | .2     | .1   | 6.1  |
| 2008    | فينيكس صنز     | 5   | 0   | 16.0  | .333    | .250   | 1.000 | 1.4    | .4  | .4     | .0   | 3.4  |
| المسيرة |                | 29  | 10  | 21.0  | .424    | .444   | .871  | 2.0    | .9  | .2     | .1   | 6.4  |

## روابط خارجية
- غوردان جيريتشك على موقع الاتحاد الدولي لكرة السلة (الإنجليزية)
- غوردان جيريتشك على موقع الدوري الأوروبي لكرة السلة (الإنجليزية)
- غوردان جيريتشك على موقع إن بي أي (الإنجليزية)
- غوردان جيريتشك على موقع سبورتس رفرنس (الإنجليزية)
- غوردان جيريتشك على موقع كرة السلة الأوروبية.كوم (الإنجليزية)
- غوردان جيريتشك على موقع ريلجم (الإنجليزية)
- غوردان جيريتشك على موقع بروبوليرز (الإنجليزية)
- غوردان جيريتشك على موقع سبورتس رفرنس (الإنجليزية)